# Koroška Bela
Koroška Bela este o localitate din comuna Jesenice, Slovenia, cu o populație de 2.206 locuitori.